# Galluis
Galluis is een gemeente in het Franse departement Yvelines (regio Île-de-France) en telt 1034 inwoners (1999). De plaats maakt deel uit van het arrondissement Rambouillet.

## Geografie
De oppervlakte van Galluis bedraagt 4,5 km², de bevolkingsdichtheid is 229,8 inwoners per km².
De onderstaande kaart toont de ligging van Galluis met de belangrijkste infrastructuur en aangrenzende gemeenten.

## Demografie
Onderstaande figuur toont het verloop van het inwonertal (bron: INSEE-tellingen).